# Гідротехнічна споруда

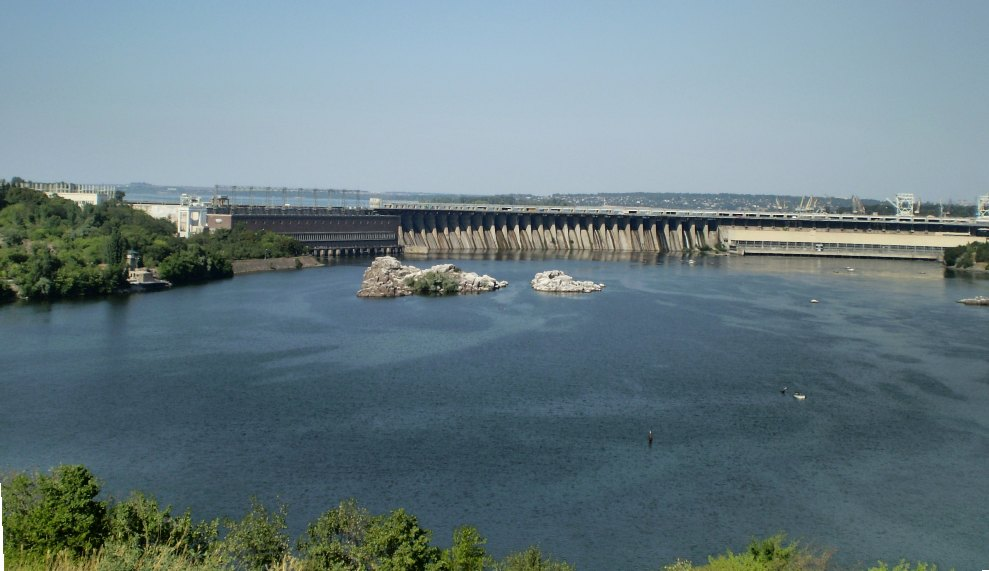
Рис. 1. Вид на греблю Дніпровської ГЕС з о.Хортиця, 2007

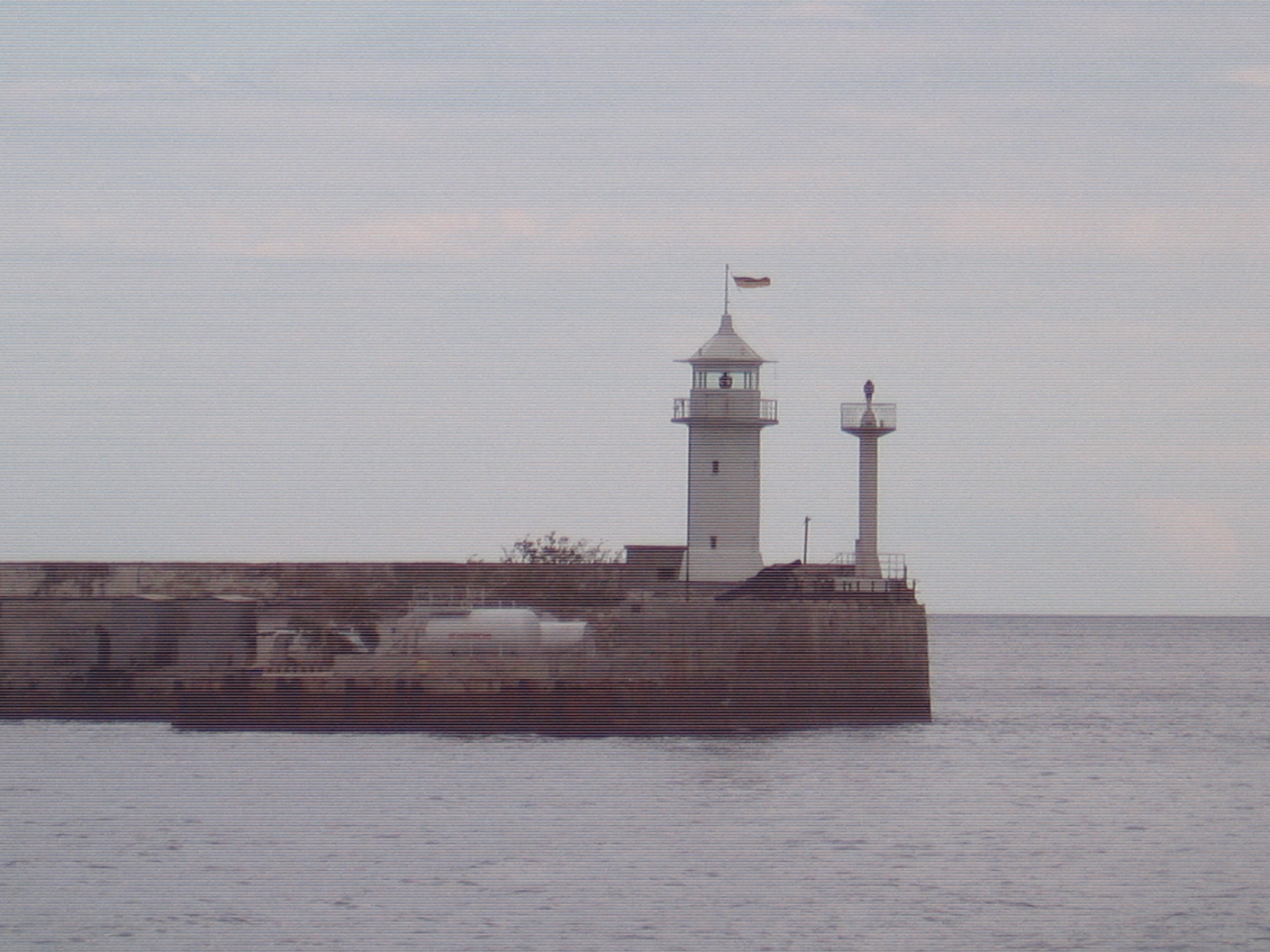
Рис. 2. Мол з маяком у бухті Ялти

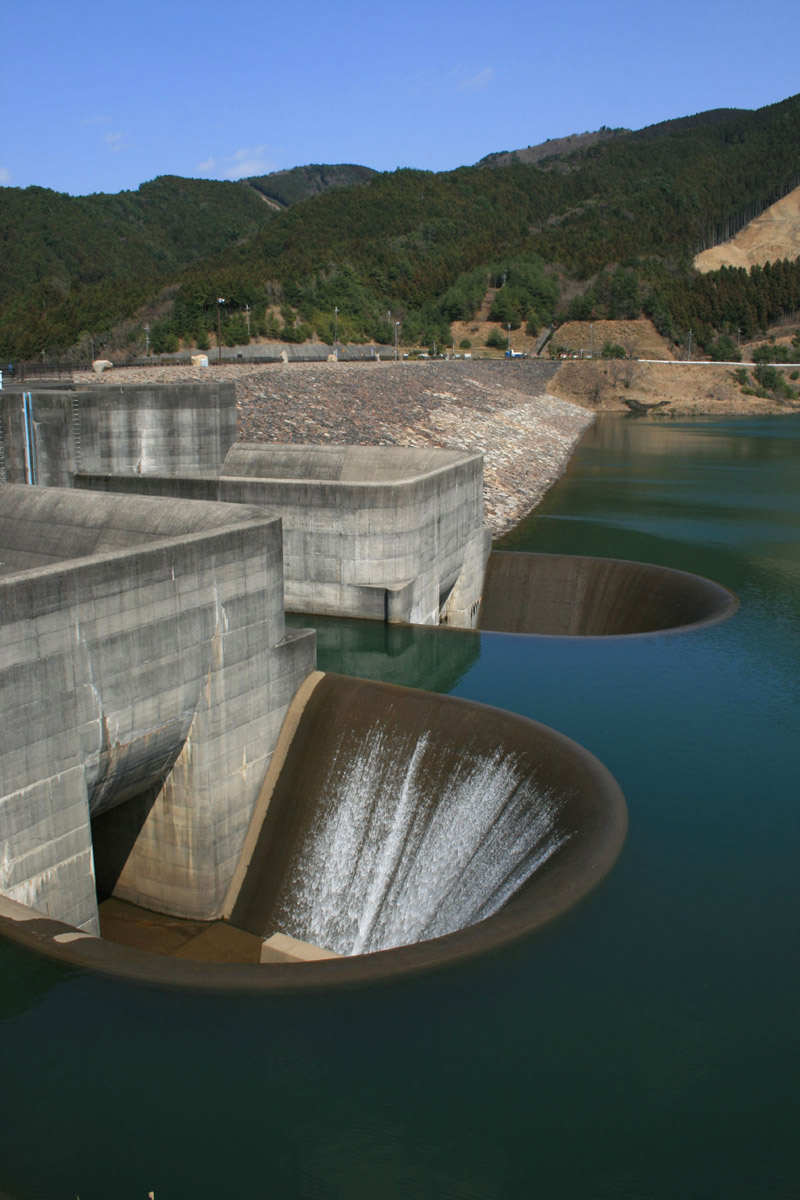
Рис. 3. Водоскидна споруда на греблі Охзучі у префектурі Шіґа (Японія)

Гідротехні́чна спору́да — інженерна споруда, що допомагає здійснювати певні водогосподарські заходи як щодо використання водних ресурсів, так і для захисту від шкідливої дії води.

## Загальний опис
Для того щоб використовувати водні ресурси, необхідно будувати інженерні споруди з відповідним механічним обладнанням. Такі споруди називають гідротехнічними, а прикладну науку, що займається загальною теорією їх функціонування, питаннями проектування, будівництва та експлуатації, називають гідротехнікою.
Основне завдання гідротехніки полягає в тому, щоб існуючий природний режим будь-якого водного об'єкта (річки, озера, моря, підземних вод тощо) за допомогою гідротехнічних споруд пристосувати, змінити, перетворити для доцільного й економічного водогосподарського використання і для захисту навколишнього середовища від шкідливої дії вод.
Друге завдання гідротехніки — створення штучних водних потоків і водойм у випадку, коли природних вод недостатньо для водопостачання або вони взагалі відсутні.
Третє завдання (спеціальне) — створення установок або споруд для спеціальних потреб окремих видів водного господарства (наприклад, судноплавних шлюзів, будівель гідроелектростанцій, насосних станцій, рибоводних систем і т. ін.).
Гідротехнічні споруди, що виконують перше і друге завдання, є однаковими для всіх галузей водного господарства і називаються загальними; споруди ж, що обслуговують лише окремі види водного господарства (гідроенергетика, судноплавство, сплав, іригація, водопостачання та ін.), називаються спеціальними.
Гідротехнічні споруди, що зводяться на річках або використовують річковий стік, називають річковими, на озерах і морях — відповідно, озерними та морськими.

## Класифікація
Розрізняють гідротехнічні споруди загального і спеціального призначення.
До гідротехнічних споруд загального призначення належать:
- споруди, що затримують воду та створюють перепад рівнів води (греблі, дамби);
- водозабірні споруди;
- водоводи (енергетичні, зрошувальні, водопостачальні тощо);
- водоскидні споруди;
- регуляційні споруди.

Гідротехнічними спорудами спеціального призначення є:
- споруди для використання водної енергії (наприклад, будинки ГЕС, напірні басейни тощо);
- споруди водного транспорту (судноплавні шлюзи, суднопідіймачі, причальні споруди, пірси, маяки, лісоспуски тощо);
- гідромеліоративні комплекси (наприклад, магістральні та розподільні зрошувальні канали, шлюзи-регулятори зрошувальних та осушувальних систем, відстійники, дренажні комплекси);
- споруди для водопостачання та каналізації (каптажі, насосні станції, водонапірні вежі, очисні споруди та ін.);
- споруди для рибного господарства (наприклад, рибопідйомники, рибопропускні споруди, рибоводні ставки й басейни).

Гідротехнічні споруди бувають річкові, морські й озерні; наземні та підземні; в разі потреби їх об'єднують у гідровузли.

### Розподіл гідротехнічних споруд (гідроспоруд) за їх впливом на водні потоки
Як відомо, кожний річковий потік характеризується рівнем його водної поверхні (Н), глибиною (h), швидкістю течії (v), витратами води (Q), складом наносів (G), ґрунтами, що складають ложе (русло) потоку. Річкові потоки характеризуються ще й коливаннями параметрів (добовими, місячними, річними, багаторічними) перелічених вище гідравлічних параметрів (рівнів, швидкостей, витрат води) і змінами форми і розмірів русла та його переміщеннями, що обумовлюється ерозією.
Тісно пов'язаним із режимом річкового потоку є режим підземних та ґрунтових вод під руслом, по берегах річки та на схилах долин.
Залежно від характеру впливів на річковий потік гідротехнічні споруди поділяють на:
1) водопідпірні і регуляційні (руслорегулюючі), що змінюють режим потоку;
2) споруди, що створюють штучні водні потоки, які мають назву водопровідних.

## Нормативна документація
- ДБН В.2.4-3: 2010 Гідротехнічні, енергетичні та меліоративні системи і споруди, підземні гірничі виробки. Гідротехнічні споруди. Основні положення.
- ДСТУ Б А.2.4-17:2008 СПДБ. Правила виконання робочих креслень гідротехнічних споруд.
- ДСТУ EN 13362:2008 Геосинтетичні бар'єри. Необхідні характеристики для використання у спорудженні каналів (EN 13362:2005, IDT).
- ДБН В.2.4-20:2014 Греблі з ґрунтових матеріалів. Основні положення.
- СНиП 2.06.06-85 Плотины бетонные и железобетонные.
- СНиП 2.06.09-84 Туннели гидротехнические.

## Вплив регуляційних споруд на водний потік

Рис. 4. Схема впливу підпірної споруди на річковий потік: НБ — нижній б'єф; ВБ — верхній б'єф; L — довжина ділянці підпору; Н — рівень водної поверхні річки; v — швидкості течії; hі– глибина води на і-му перетині; hп — глибина залягання підземних вод.

Руслорегулюючі споруди повинні впливати на ерозійну діяльність водних потоків у руслах, а також змінювати їх режими в межах русел у напрямку, необхідному споживачам, захищаючи при цьому русла від шкідливих впливів потоку. Регуляційні споруди — це, як правило, дамби, що зводяться в руслах, і спеціальні покриття, що захищають береги від розмиву. Дамби, як правило, не перегороджують всієї ширини річки, а зводяться від берегів у поперечному, а іноді і поздовжньому напрямках стосовно основного русла. Іноді вони бувають у вигляді «порогів» на дні русла або ж як штучні виїмки руслового ґрунту, що уповільнюють швидкість водного потоку.
Регуляційні споруди здебільшого не створюють підпору води, але суттєво змінюють напрям та величину швидкості потоку, перерозподіляючи їх і тим самим безпосередньо впливаючи на формування русла — його глибину, розміри і форму в плані. Такі споруди використовуються у різних галузях водного господарства і можуть забезпечувати необхідні глибини, швидкості течії і форму русла для судноплавства і сплаву (лісу) на річках, створювати нормальні умови для забору води з річок, забезпечувати стабільність річкових берегів, необхідну для прибережних населених пунктів і різних підприємств.
На всій ділянці підпору L відбувається зміна глибин води h і швидкостей течії v (за однієї і тієї же витрати води Q) внаслідок зміни перетинів потоку. При цьому, як показано на рис. 4, а, зберігається співвідношення: v1 < v2 < v3 < v4 < v5 і h1 > h2 > h3 > h4 > h5, тобто середні швидкості течії у верхньому б'єфі під час наближення до підпірної споруди зменшуються, а глибини зростають. Внаслідок підвищення рівня води в річці, території, що до того були сухими, затоплюються. Вся площа водної поверхні у підпертому верхньому б'єфі окреслена пунктиром (рис. 4, б), що змальовує план річки. Площа ж затоплень, спричинених підпором, є різницею між загальною площею і площею водної поверхні у звичайному стані русла.
Підпір води змінює не тільки рівні швидкостей течії і глибин у річці, а й режими підземних вод русла та берегів. На рис. 4, г наведено поперечний профіль річки та її долини. За рівня I води в річці до зведення підпірної споруди рівень ґрунтових вод займав положення ас, підземні води стікали до природньої дрени. За підпору (рівень II) вода верхнього б'єфу, фільтруючись у породи берегів, поступово насичує їх. Через деякий час поверхня ґрунтових вод займе положення а'с', наближаючись до рівня земної поверхні. На деяких ділянках глибина залягання підземних вод (hп) може стати настільки малою (1–1,5 м і менше), що приповерхнева зона виявиться непридатною для сільськогосподарського використання або навіть заболочується. Подібна зона називається зоною підтоплення.
Завдяки підпору на частку води у точці m водопроникної основи буде здійснюватися з боку верхнього б'єфу більший тиск (hв), ніж із нижнього б'єфу (hн), через це вода буде рухатися у бік нижнього б'єфу. Відбувається явище, що має назву фільтрація води в основу споруди. При цьому частки води в основі рухаються з верхнього б'єфу до нижнього за певними траєкторіями (пунктир на рис. 4, г). В результаті частина води з водосховища надійде в нижній б'єф підземним шляхом.
Аналогічно виникає рух підземних вод по берегах в обхід підпірної споруди (рис. 4, е). Це явище обумовлено різницею їх рівнів у верхньому (крива II на рис. 4, г) і нижньому б'єфах (крива I там же), що призводить до додаткових втрат води з водосховища.
Завдяки підпору і поступовій зміні швидкостей течії у верхньому б'єфі змінюється і здатність потоку транспортувати у зваженій та твердій формах осади. Ця здатність є пропорційною до квадрата швидкості потоку (v2). Для часток різних діаметрів швидкість течії, за якої вони припиняють рух, випадаючи на дно, є різною. Тому в процесі зменшення швидкості течії у б'єфі починають випадати на дно спочатку найбільші частки, а потім дрібніші, і перед самою спорудою, де середні швидкості течії близькі до нуля, випадають найдрібніші частки — суспензійні. Вода стає практично чистою. Звільнена від осадів вода, яка потрапляє до нижнього б'єфу, знову насичується мінеральними частками за рахунок ґрунтів русла. Розмивання русла і загальне зниження рівнів води в ньому вниз за течією відбувається доти, доки не настане рівновага між розмивною здатністю річкової води і опором ґрунту її дна і берегів.
Таким чином, водопідпірна споруда впливає на всі елементи потоку і його русла, а також на підземні води. Але вона може спричинити ще більший ефект, регулюючи витрати води, що надходить до нижнього б'єфу річки. Якщо в споруді (греблі) зробити отвори з затворами, що дозволяють регулювати випуск води з верхнього б'єфу у нижній за необхідним споживачу графіком, то можна в періоди надлишку води в річці (наприклад, у межень), затримувати і накопичувати частину її у верхньому б'єфі, для того щоб за потреби випускати воду в нижній б'єф. У цьому випадку верхній б'єф має назву водосховища.

## Руслорегулюючі споруди
Руслорегулюючі споруди повинні впливати на ерозійну діяльність водних потоків у руслах, а також змінювати їх режими в межах русел у напрямку, необхідному споживачам, захищаючи при цьому русла від шкідливих впливів потоку. Регуляційні споруди — це, як правило, дамби, що зводяться в руслах, і спеціальні покриття, що захищають береги від розмиву. Дамби, як правило, не перегороджують всієї ширини річки, а зводяться від берегів у поперечному, а іноді і поздовжньому напрямках стосовно основного русла. Іноді вони бувають у вигляді «порогів» на дні русла або ж як штучні виїмки руслового ґрунту, що уповільнюють швидкість водного потоку.
Регуляційні споруди здебільшого не створюють підпору води, але суттєво змінюють напрям та величину швидкості потоку, перерозподіляючи їх і тим самим безпосередньо впливаючи на формування русла — його глибину, розміри і форму в плані. Такі споруди використовуються у різних галузях водного господарства і можуть забезпечувати необхідні глибини, швидкості течії і форму русла для судноплавства і сплаву (лісу) на річках, створювати нормальні умови для забору води з річок, забезпечувати стабільність річкових берегів, необхідну для прибережних населених пунктів і різних підприємств.

## Водопровідні споруди
Див. також Водопровідні споруди
Один з видів загальних гідротехнічних споруд — водопровідні споруди, що є штучними руслами. У ґрунті це — канали, підземні тунелі, а на поверхні Землі — лотки і труби з різних матеріалів. Ці споруди транспортують воду для найрізноманітніших цілей: подають воду до турбін гідроелектростанцій, на зрошувані землі, у системи водопостачання міст, промислових підприємств, а також відводять води з осушуваних земель. Вони використовуються і в якості водних шляхів — судноплавних і сплавних, а також для інших цілей, створюючи штучні водні потоки, які рухаються згідно з тими ж законами гідравліки, що й природні.
До водопровідних споруд належать і водоскиди, що слугують для скидання води з водойм із верхніх б'єфів у нижні через отвори у греблях або в обхід гребель через берегові споруди.

## Водопідпірні споруди (греблі)
Греблі — це споруди, що перегороджують русло річки і створюють у ній підпір води. Матеріалом для греблі слугують бетон і залізобетон, а також дерево, камінь та різні ґрунти. Залежно від складу греблі називаються бетонними, залізобетонними, дерев'яними, кам'яними та ґрунтовими. Найбільш поширеними є греблі з бетону та ґрунтових матеріалів (піску, супісків, суглинків, глин, гравію галечнику та їх сумішей, а також із бутового каменю).
Водопідпірні споруди (греблі) мають надзвичайну здатність змінювати не лише режим стоку річки, а усі її гідравлічні елементи в напрямку, необхідному для водогосподарського її використання. Водопідпірні споруди (греблі) широко використовуються в усіх галузях водного господарства.
Окрім гребель, що перегороджують річки, водопідпірними спорудами є дамби (або вали), які відгороджують окремі території від затоплення паводками або захищають акваторії (у портах) від впливу припливів, вітрових нагонів води, а також дамби, за допомогою яких створюють штучні басейни (наприклад, басейни гідроакумулюючих електростанцій — ГАЕС). Окремими категоріями таких споруд є русла каналів.

## Гідровузли і гідросистеми
Залежно від цілей і завдань водогосподарського заходу вони поділяються на загальні та спеціальні. Такий комплекс, побудований в певному місці з однією водогосподарською метою, називається вузол гідротехнічних споруд, або гідровузол (гідротехнічний вузол).
За наявності у такому вузлі водопідпірних споруд, що створюють напір у річці або в каналі, гідровузол називають напірним (підпірним), а в іншому випадку — безнапірним. За величиною створюваного напору гідровузли поділяють на: а) низьконапірні, або руслові, в яких стандартний підпірний рівень (СПР), як правило, не виходить за границі меженного русла або затоплює заплаву невеликим шаром і частково; з величиною напору від 2 до 10 м;
б) середнього натиску, або середньонапірні, з величиною напору від 10 до 30–40 м;
в) високого напору або високонапірні, величина напору яких перевищує 40 м.
Відповідно до водогосподарських цілей, для яких зводять напірні вузли, їх поділяють на: гідроенергетичні (енергетичні); воднотранспортні (транспортні); водозабірні (що забезпечують забір води з водоймища) та водосховища.
Відповідно до водогосподарських заходів гідровузли в більшості випадків бувають комплексними і, залежно від елементів, що їх складають, називаються транспортно-енергетичними, транспортно-водозабірними тощо.
До складу гідровузлів входять споруди загальні та спеціальні, причому вони поділяються ще й на основні, допоміжні і тимчасові.
Комплекс гідротехнічних споруд, що охоплює значну територію і включає в себе низку гідровузлів, об'єднаних спільністю завдань, має назву водогосподарської системи, або гідросистеми. Існують гідроенергетичні, зрошувальні та осушувальні системи, системи водопостачання регіонів, судноплавні системи тощо.

## Екологічні аспекти
Гідротехнічне будівництво складає особливу групу техногенного навантаження на надра. Воно включає створення водосховищ (для роботи гідроелектростанцій, питного і промислового водопостачання), будівництво гребель, транспортних каналів і водоводів, системи регіональних і локальних ставків, виробничих відстійників, інших споруд. Основними видами порушення геологічного середовища при цьому будівництві є зміна режиму ґрунтових вод (в тому числі, підтоплення прилеглих площ), активізація процесів інфільтрації, заболочування, можливість забруднення підземних вод, збільшення навантаження на надра.